# طواف سلوفينيا 2014

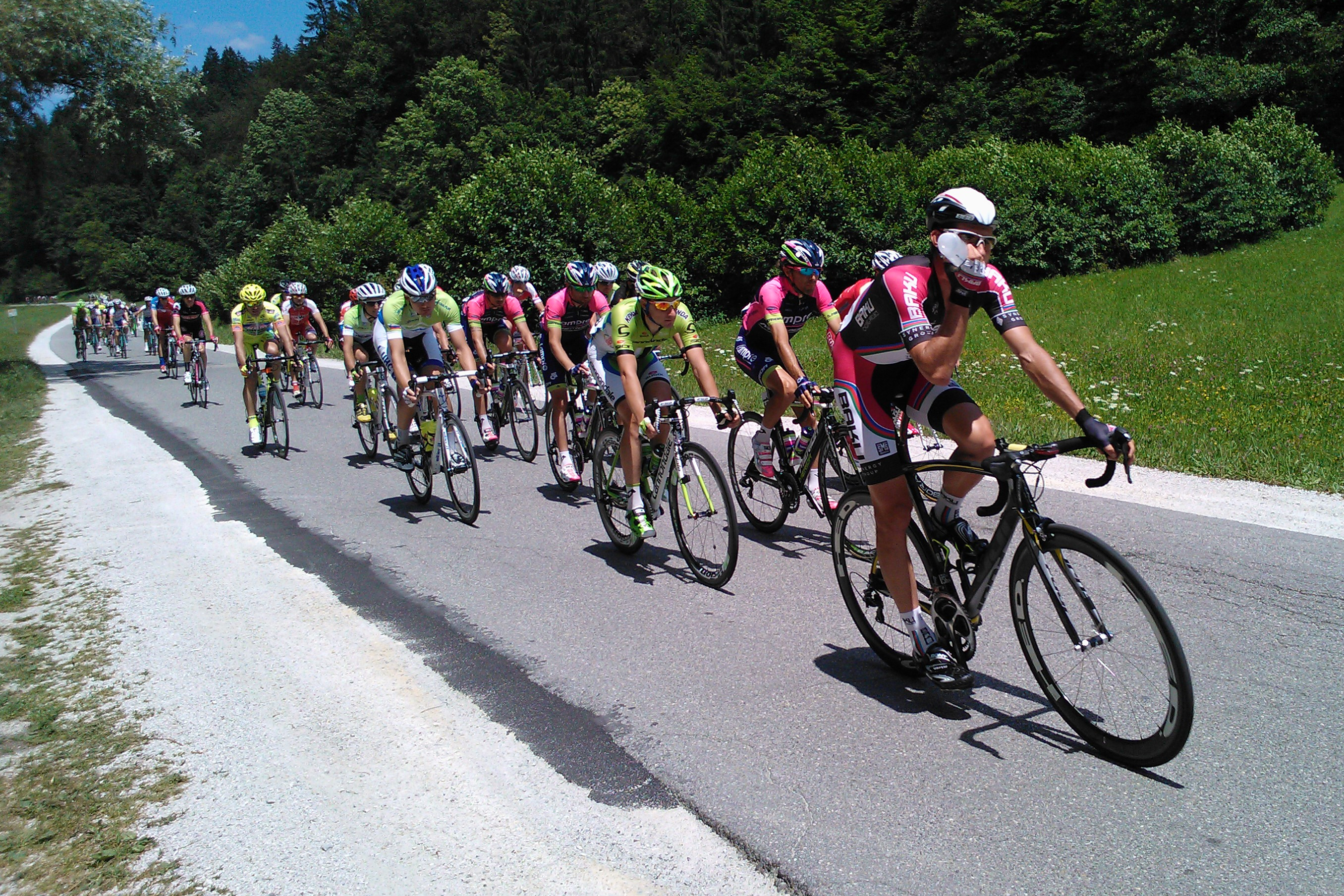

طواف سلوفينيا 2014 (بالإنجليزية: 2014 Tour of Slovenia)‏  هو سباق دراجات هوائية، وهو الموسم رقم 21 من السباق، وأقيم خلال الفترة 19 يونيو 2014، وحتى 22 يونيو 2014، وامتدّ لمسافة 514.5 كيلومتر، وهو أحد سباقات طواف أوروبا للدراجات 2014، وهو من نوع سباق المرحلة.
فاز فيه بالمركز الأول تياجو ماتشادو، وبالمركز الثاني النر زكرين، وبالمركز الثالث Matteo Rabottini ‏.

## الفائزون
| الترتيب | الفائز            |
| ------- | ----------------- |
| الفائز  | تياجو ماتشادو     |
| الثاني  | النر زكرين        |
| الثالث  | Matteo Rabottini ‏ |